# Jorge Carrol
Jorge Carrol (nacido como Jorge Carro López, el 13 de febrero de 1933 en Buenos Aires, Argentina) 
Jorge Carrol es un escritor, publicista, columnista y catedrático. Entre las obras publicadas se incluyen géneros como la poesía, la narrativa, la investigación, la pedagogía, ha participado también en obras colaborativas.
Cursó sus estudios primarios, secundarios y universitarios en su natal Argentina graduándose de publicista y posteriormente de doctor en Filosofía y Letras.
De 1950 a 1999 fue publicista en Argentina, Colombia, Chile, Guatemala, Panamá, Puerto Rico y Venezuela; ejerciendo funciones de: redactor, creativo, director creativo, director general creativo, gerente general y vicepresidente.
Desde 1980 ha ejercido la cátedra en distintas universidades como: San Carlos de Guatemala, Panamericana y Rafael Landívar

## Revistas en las que ha colaborado
En Argentina participó en la creación de la revista Poesía Buenos Aires, revista que fue fundamental en la llamada Generación del 50.  Fue miembro de la revista literaria Correspondencia y secretario, de la también revista literaria, Contemporánea.
En Guatemala publicó semanalmente en la revista Crónica. Entre 1997-2000 fue fundador y director de Marca,  revista especializada en mercadeo y publicidad.  Actualmente colabora como columnista en EsQuisses.
En España ha realizado entrevistas para la Revista Huellas.

## Periódicos en los que ha publicado
En Guatemala publicó en Siglo Veintiuno y La República. En Siglo Veintiuno, tuvo a su cargo la columna de opinión: Sursum Corda, además de las secciones críticas: “Biblioteca para armar”, “Los libros no muerden” y “Consultorio Literario”.

## Obra poética
- Inamor. Ediciones La lengua suelta. Santiago de Chile, 1958
- Poemas 1960. Ediciones La palabra y el mar. Necochea, Argentina, 1960
- El heredero universal. Ediciones La palabra y el mar. Necochea, Argentina, 1962
- Ella es un país ágil en silencio. Ediciones La palabra y el mar. Necochea, Argentina, 1962
- La vida continúa. Ediciones La palabra y el mar. Necochea, Argentina, 1962
- El hombre y la tierra. Ediciones Maldoror. Buenos Aires, Argentina, 1963
- Como arenas ardientes. Ediciones La palabra y el mar. Necochea, Argentina, 1963
- Hoy hay. Ediciones Víctor Libros. Necochea, Argentina, 1965
- Mi soledad es ella. Editorial Doble Ese. Buenos Aires, Argentina, 1966
- Andenes. Fondo Editor Latinoamericano. Buenos Aires, 1976
- Gritos. Ediciones Carrera & Calle. Bogotá, Colombia, 1986
- Tarde. Tarde. Las noches y los días de Jorge Carrol. Poligráfica, Panamá, 1987 (Gran parte de este libro había sido acreedor en los años 60, de un subsidio del Fondo Nacional de las Artes, el cual fue no aceptado por el autor)
- Soles. (Fragmentos) La columna y el viento. Bilbao, España, 1995
- Soles. Editorial Cultura. Guatemala, 2005

## Obra narrativa
- Los pájaros perdidos. Malas memorias en 2 por 4. Leocarrob Editor, Guatemala-Panamá 1992
- Tenía razón Vicente Huidobro: hay que plantar miradas como árboles o cuando tenía todas las respuestas me cambiaron las preguntas. Historiabierta. Artimes-Edinter, Guatemala, 2002
- Bernal. Publicada en Ayesha Libros, Buenos Aires, 2004
- Bernal. Artemis Edinter, Guatemala, 2006
- El gliptodonte. Artemis Edinter. Guatemala, 2007
- Cuaderno sin fronteras. F&G editores. Guatemala 2012
- Los pájaros perdidos. Malas memorias en 2 x 4.(Los primeros 82 años de la infancia son los más difíciles). F&G editores.  Guatemala 2015

## Obra investigativa
- Utópico volver al pasado aún como turista. Serviprensa Centroamericana, Guatemala, 1994
- Viaje de un voyeur al mundo de los íconos de Alejandra Mastro Sesenna. Centro de Documentación Galería El Attico. Guatemala, 1999
- La Antigua Guatemala es el Asteroide B612 donde nació El principito. Los libros del Rojas. Universidad de Buenos Aires, Argentina, 2000.
- La Antigua Guatemala es el Asteroide B612 donde nació El principito. Ediciones Palo de Hormigo. Guatemala, 2004
- La Antigua Guatemala es el Asteroide B612 donde nació El principito.(2ª. edición modificada y ampliada). Artemis Edinter. Guatemala, 2008
- Variaciones sobre “Teoría de la Democracia de Giovanni Sartori”. Artemis Edinter, Guatemala, 2008
- La Antigua Guatemala es el Asteroide B612 donde nació El principito.(3ª. edición modificada y ampliada). Artemis Edinter. Guatemala, 2012
- Cuaderno sin fronteras. RefleXiones sobre la soledad, las ausencias y otras intoxicaciones. F&G editores, Guatemala, 2012

## Obra pedagógica
- Vocabulario de términos publicitarios. Universidad Rafael Landívar, Guatemala, 1994. 7ª Edición

## Obra colaborativa
- Sabores y colores de Centroamérica (con Rodolfo Samayoa Azmitia y José Luis Samayoa Balcarcel) Artes Gráficas Publicitarias, El Salvador, 2004
- Realizador de sueños (con Juan Carlos Sagastume), Tipografía Nacional, 2008